# Demi Portion
Rachid Daif,, connu sous le nom de Demi Portion, est un rappeur et chanteur français d’origine marocaine, né le 15 septembre 1983 à Sète.

## Biographie

### Jeunesse
Demi Portion, d'origine marocaine,, a grandi à l'Ile de Thau, un quartier populaire de Sète,. Perdant tôt son père et avec un parcours scolaire chaotique, il commence le hip-hop à douze ans et y trouve un exutoire.

### Carrière
Il a fait partie du groupe Les Grandes Gueules.
Le rappeur Fabe (Scred Connexion) fait partie de ses mentors.
Il a créé le Demi Festival, un festival musical à Sète.
En janvier 2020 sort l'album La bonne école dans lequel il partage le micro avec plusieurs artistes parmi lesquels SCYlla, Furax Barbarossa, Bigflo et Oli, Grand Corps Malade ou encore Rocé et ElGrandeToto .
En janvier 2024, sort l’album Poids plume.

## Discographie

### Apparitions
- 2024 : Zola, ISK, Pit Baccardi, Cokein, Sofiane, Ashe 22, Uzi, RK, Alkpote, Nahir, Seth Gueko, Demi Portion, Soso Maness, Decimo, Zed, Akhenaton, Kerchak, Mac Tyer, Kore, Relo & Costa - NO PASARÁN (single en collaborations pour la Fondation Abbé Pierre)